# Mulino del Pericolo
Il Mulino del Pericolo (Mulén dal Pericul in milanese), conosciuto soprattutto come Mulino Piatti e poi come Mulino Erba, si trova nel Comune di Turbigo (MI), sulle sponde del fiume Ticino ed è alimentato dalle acque della Roggia Molinara, che lambiva e faceva funzionare tutti i numerosi mulini del territorio, alcuni ancora presenti. Il nome ha origini affascinanti, che derivano dalla leggenda o forse dalla storia.

## Le origini del nome
Una prima teoria sull’origine del nome è che per le continue esondazioni del Ticino e per il rischio ad esse legate, il Mulino sia stato chiamato “del Pericolo”. Una seconda, forse più veritiera, è quella legata alla presenza di briganti che periodicamente assaltavano i convogli carichi di merce che raggiungevano e provenivano dalla antica dogana austro-ungarica, situata non lontana dallo stesso mulino. Una terza teoria, la più affascinante, lega questo luogo alla figura di Napoleone Bonaparte, che il 31 Maggio 1800, corse proprio qui il "pericolo" di essere ucciso in battaglia, durante le prime fasi dell'episodio passato alla storia come il "Combattimento di Turbigo". 

### Il territorio
Il territorio di Turbigo è posto al limite occidentale della Lombardia, sulla sinistra del fiume Ticino, a circa 40 km da Milano. L´ambiente geografico è caratterizzato da una profonda piana alluvionale su cui si innalzano tre terrazzamenti che determinarono la formazione di due insediamenti in costa, probabilmente lungo passaggi protostorici paralleli alla valle del Ticino. Il tratto di Ticino che attraversa il territorio comunale ha una particolare bellezza, grazie alla presenza dell´isola del Mulino del Pericolo e al percorso sinuoso, che muta continuamente direzione a causa delle piene impetuose. Dal terzo terrazzamento fluviale, nella parte alta del paese, l´ampia visione della valle del Ticino termina all´orizzonte sulla maestosa e solenne catena innevata delle Alpi, che poi sfuma nei toni sempre mutevoli dei grigi e dei verdi delle Prealpi. La vicinanza del fiume e le sue piene impetuose hanno creato negli anni frequenti esondazioni (l’ultima negli anni ‘30 del secolo scorso).

## Storia

### Le origini

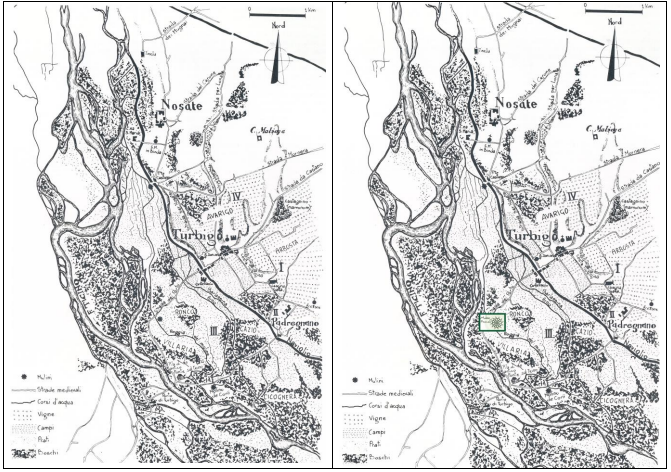
Cartina di Renzo Corna, rintracciata da Flavia De Vitt nell’Archivio di Stato di Udine

Le origini della struttura risalgono addirittura al Basso Medioevo. La cartina di Renzo Corna, rintracciata da Flavia De Vitt nell’Archivio di Stato di Udine e pubblicata dalla raccolta "Contrade Nostre" (n.30/1989), riproduce la configurazione geografica nella seconda metà del Duecento della zona di Turbigo. Sono ben visibili e già tracciate l’antica Strada del Porto e la Roggia del Molino, alla cui intersezione era già indicato come esistente il Mulino del Pericolo. Questi sono i documenti più antichi in cui viene già riportata la presenza del Mulino. Tuttavia i primi diritti di concessione per lo sfruttamento delle acque della Roggia del Molino o Roggia Molinara, furono firmati da Corrado III, zio di Federico Barbarossa nel 1140. Non ci sono tracce dell’esistenza del Mulino del Pericolo già in quell’epoca (o meglio, non sono ancora state trovate). Il Prof Franco Bertolli di Lonate Pozzolo, studioso di storia locale, scrive: “Con diploma del 1140 l’Imperatore Corrado III concesse al conte Guido di Biandrate, suo alleato nelle lotte contro i comuni lombardi, la regalia prima goduta dalla comunanza di Lonate così come da quella di Castano sulla riva del fiume Ticino, dove funzionavano i primi mulini.”
L’antichissima Strada del Porto, che passava proprio in prossimità del Mulino del Pericolo, era una importante via di passaggio, perché collegava la riva lombarda con quella piemontese ed era utilizzata per il passaggio delle persone e il trasporto delle merci. Il fiume Ticino è sempre stata una linea di confine; a Turbigo, in prossimità del ponte sul Naviglio, nelle vicinanze del centro, sono ancora visibili i resti della Vecchia Dogana. È proprio per questa particolare situazione che sulla Strada del Porto, transitavano carovane cariche di merci, che periodicamente venivano assaliti dai briganti.

### Il 1500
Dagli atti di governo delle acque, sono stati reperiti documenti dai quali risulta che il Duca Ludovico Maria Sforza (per mezzo dei suoi procuratori Antonio Mandriani, tesoriere ducale e Brugonzio Botta) cede ad Ambrogio Piatti fu Martino, residente in porta Ticinese nella parrocchia di S. Giorgio al Palazzo a Milano, beni e diritti siti a Turbigo in Pieve di Dairago, tra cui diritti di macina. Il 17 novembre 1508, Giovanni Filippo Coiriis, abitante in Castano pieve di Dairago, vende a Baldassarre Piatti fu Ambrogio abitante in Porta Ticinese a Milano, diversi beni tra cui un mulino (Atto rogato dal notaio Giovanni Antonio…onis…di porta Comasina, parrocchia di S. Tommaso in Terramare, Milano). Interessante è la descrizione degli immobili;
“…Molendinum unum situm in teritorio loci de Turbigo plebis Daiiraghi Ducatus Mediolani, videlicet in Vale Ticini, quod est cum suis hedifitiis, cameris, stallis, rugiolis, molis, columbario et aliis 
hedifitiis et aliis quibuscumque pertinentiis, axiis, accessiis et iuribus quibuscumque et quelibetcumque et cum iure derrivandi aquam ex et de flumine navigii magni Mediolani, iuxta 
solitum et diebus et horis consuetis. Item de ipsa aqua et rugia, ubi dicitur ipsa aqua et alveo eiusdem reservato iure domini Damiani de Coiiris pro pratis suis irrigandis iuxta solitum et cum 
petia una vinee et petia una partim prati, partim buschi et partim zerbi. Quibus omnibus molandino et bonis coherent ab una parte flumen (arni), ab una alia strata per quam itur ad cassinam vel prata illorum de Platis, ab alia suprascripti domini Baldessarri et ab alia strata maestra per quam itur ad flumen et ad portum Ticini".
Il 2 agosto 1514 nella relazione compilata da Ludovico Visconti circa i diritti d’acque di Baldassarre e fratelli Piatti, si parla di un mulino nel territorio di Turbigo e di proprietà Piatti.“Reverendi ac magnifici patres, in casu presentis annate requisite sp(ecia)li doctori domino Baldessari et fratribus de Platis occaxione aquarum labentium per quandam eorum bucham existentem super navigio magno Mediolani in teritorio de Turbigo ad eorum molandinum et bona in 
dicto teritorio comparuerunt dicti de Platis alegantes se occaxione talis honeris molestandos nonesse quandoquidem ipsis aquis utantur loco eorum seu eorum datorum aquarum propriarum que ante ipsius navigii constructionem oriebantur ex eorum fontibus et quodam cavo su alveo per quem ducebantur ad dictum molandinum et bona quiquidem alveus ex ipsius navigii constructione occupatus fuit et in eo est in presentiarum labitur aqua navigii et eorum aque ablate fuerunt et eorum loco eiis permissum fuit ut construere possent ipsam eorum bucham in eo loco ubi et in presentiarum est ex qua dicertere possent eas aquas a navigio ad dictum eorum molandinum et bona et pro premissorum verificatione produxerunt capitula et testes examinatos usque de anno 1508 in quadam controversia tunc vertente inter eos de Platis ex una et ducalem cameram seu 
agentes per ea ex alia per quos probatum esse comperio ex auditu auditus ab antiquis eorum datorum antecessores ante ipsius navigii constructionem habuisse benefitium dictarum aquarum ad usum dicti molandini et bonorum que oriebantur ex eorum fontibus et dicto cavo et per eum 
decurrebant ad dicta bona que quidem aque et cavis occupata fuere ex eius navigii constructione et eorum loco eiis promisum fuit divertere ex aquis dicti navigii per dictam bucham que fabricata fuit in ea largitudine et profonditate ut nunc est quibus stantibus ipsi de Plattis pro dictis eorum 
bonis de iure co… posse non videntur ad aliquod onus nec solutionem presentis annate et ita D.V.refferro quibus me comendo.
Mediolani, die 2° augusti 1514, signata E.D.V. obsequentissimus Ludovicus Vicecomes I.u. doctor. Copia fidei”
Tutti i documenti sono copie estratte dal notaio Santagostino Pietro Paolo Beltramino (1524-1572).
A Milano, il 13 maggio 1540, si tratta del diritto d’uso d’acqua da parte degli eredi di Baldassarre Piatti:
“1540 die XIII maii Iohannes Petro Crivello fatio fede come al libro mastro del Ducato del annata dil 1518 in foglio 87 si trova scripto como qua de sotto et senza tassa et scontro di pagamento alcuno et in fide mi sono sotoscritto di mane propria. Datum ut supra.Heredi di m. Baldessar Platto per uno mol(endino) usa laqua vene dal naviglio in valle de Turbino (…). Idem Iohannes Petrus Cribellus.” Copia venditionis. “15(50) marzo 4, martedì, ind. 13, Milano.Cipriano da Giussiano del fu Galeazzo vende i propri diritti sulle entrate dei beni siti in Castano a Baldassarre Piatti del fu Ambrogio”.
Per secoli il Mulino del Pericolo fu di proprietà della famiglia Piatti, da cui prese il nome che ancora compare in qualche scheda di archivio.

### Il 1700

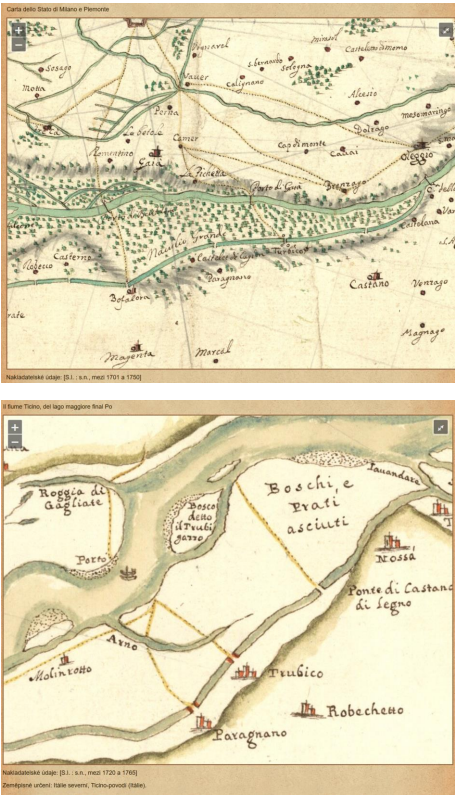
Nelle carta storica del ‘700, sono chiaramente identificabili il Ticino, il Naviglio Grande ed tracciata la Strada del Porto che collegava Turbigo a Galliate.

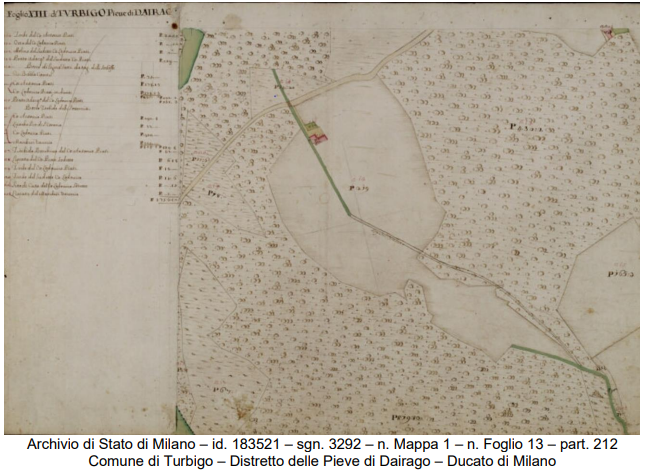
Cartografia storica del Comune di Turbigo

Nelle carta storica del ‘700, sono chiaramente identificabili il Ticino, il Naviglio Grande ed tracciata la Strada del Porto che collegava Turbigo a Galliate (Gaià), attraverso il Porto di Gaià. Agli inizi del 1700, Carlo VI di Asburgo, diede inizio al censimento delle proprietà fondiarie, censimento che fu realizzato prevalentemente negli anni 1722/1723 e che portò alla redazione del famoso Catasto Teresiano. La cartografia storica del Comune di Turbigo (che faceva parte della Pieve di Dairago del Ducato di Milano sin dall’anno 922), della zona del Mulino del Pericolo, già indicato nel suo impianto originario. È riconoscibile il tratto della Roggia Molinara (in verde) e, perpendicolarmente a questa, ancora la Strada del Porto. Nell’anno 1753, la “casa con molino in affitto marcato in mappa al nº 212, compreso l’orto in mappa al 211” sarebbe stata trasportata alla mappa nº 302 con intestazione alla marchesa Piata/Piatti. Marianna Piatti intorno alla metà del 1700 sposò il marchese Luigi Erba Odescalchi e proprio da quest’ultimo il Mulino del Pericolo prende, per un breve periodo, il nome di Mulino Erba.

### Il 1800
Il 1800 è il secolo dei due episodi storici che vedono protagonista il mulino, attraversato dalle armate francesi, prima con Napoleone Bonaparte e 59 anni dopo, con Napoleone III, come raccontato nella sezione dedicata. 
Tra il 1801 e il 1807, la posizione del Mulino del Pericolo, al centro della valle del Ticino, viene immortalata dal pittore piemontese Giuseppe Pietro Bagetti nella sua opera "Vue de Turbigo" realizzata per lo stesso Napoleone Bonaparte. 
Si riportano i dati catastali degli anni successivi. Anno 1857 – 1873 - Catasto Lombardo-Veneto, Nuovo Censo, Nelle rilevazioni riferite a questo periodo sembra che il Mulino del Pericolo corrisponda alla particella nº 460 del Foglio 11 del Comune di Turbigo. Nella bobina del microfilm del “Registro dei proprietari dei beni di seconda stazione” la particella risulta corrispondere a una “Molina da grano ad acqua con casa”. 
Anno 1856
La Rubrica 51, fotogramma 470, riferita a questo periodo indica come proprietario all'anno 1856 Tatti Luigi del fu Paolo.
Anni 1897 – 1902
Nuovo catasto terreni compilato in questo periodo la particella è sempre la nº 460. È interessante notare, al di là dei riferimenti catastali, che in questo secolo il Mulino subisce probabilmente l’ultima ristrutturazione radicale, sia nella struttura, che nel rifacimento degli impianti di macina, come riportano le iscrizioni sulla facciata del fienile (1887) e una incisione sul vecchio basamento in pietra della ruota, semisommerso dalle acque della roggia (1866). Sempre nel 1800 viene realizzato l’affresco visibile sulla facciata principale della cascina.

### Il 1900
Nel secolo scorso, terminato il traffico sulla Strada del Porto (a seguito anche della costruzione del ponte di ferro e della attuale statale), il Mulino vive un periodo più tranquillo e ci si può occupare della macina e della pilatura del riso. La ruota delle 
dimensioni maggiori, quella che è stata da poco riscostruita nelle sue dimensioni originarie e che ora produce energia elettrica, faceva funzionare l’impianto di pilatura del riso.
Negli anni ’70, una volta dismesso l’impianto delle macine, il mulino venne adibito a locanda e poi a laboratorio di preparazione di salumi, e subì un degrado abbastanza importante.

### Gli anni 2000
Il vecchio Mulino del Pericolo vive un periodo di semi abbandono.
Il passaggio di proprietà ha permesso ai nuovi proprietari di intervenire velocemente ad un passo dal collasso del vecchio edificio.
È iniziata un'opera prima di messa in sicurezza e poi di restauro. Grazie ad un impegno titanico e all'aiuto di un piccolo ma valoroso gruppo di appassionati, lentamente, il mulino è ritornato allo splendore di un tempo. Il progetto di recupero è stato impostato nel pieno rispetto dell'antica struttura, ma con lo sguardo rivolto al futuro e alle nuove tecnologie. Lo scopo è anche quello di insegnare alle nuove generazioni il rispetto per la natura, per l'ambiente e per la storia, riscoprendo il valore della Terra, il valore dei campi, dell'acqua, dei boschi, il valore del lavoro e della fatica. 
Il progetto è cresciuto, si è allargato, si è aperto ad una serie di iniziative e ha coinvolto: 
- la storia: con la ricerca delle antiche tracce e degli episodi che lo videro protagonista;
- l'architettura: con recupero del mulino e il ripristino dell'antica struttura;
- l'ingegneria: con il consolidamento delle strutture e la riqualificazioni dell'immobile;
- l'impiantistica: con l'installazione di un impianto micro-idroelettrico e la realizzazione di impianti a impatto zero;
- la pittura: con il restauro dell'affresco ottocentesco in facciata;
- la didattica: con la creazione di percorsi per bambini di tutte le età;
- il sociale: con la creazione di un polo di attività multiformi, una incubatrice per una nascente piccola comunità che si vorrebbe un domani vivesse nel mulino e con il mulino per riportarlo in vita e farlo ritornare ad essere un luogo di incontri.

## Gli episodi storici
Due su tutti, sono gli episodi storici che hanno visto il mulino protagonista delle vicende storiche d'Italia e d'Europa:

### Il 31 maggio 1800

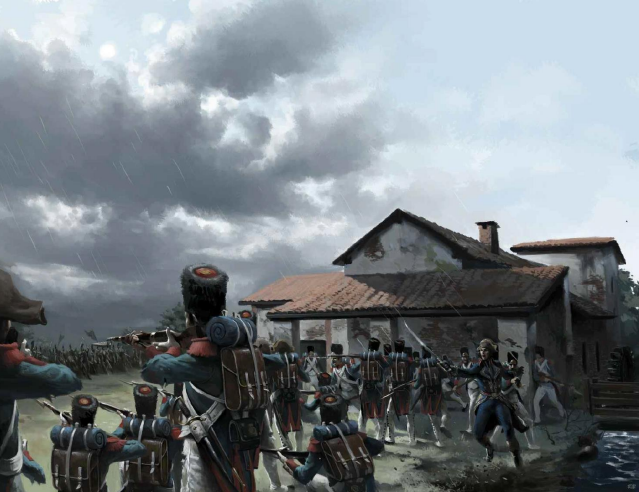
Il quadro mostra i granatieri francesi schierati a protezione del loro primo console in attesa del primo violento attacco di cavalleria austriaca in prossimità del Mulino del Pericolo.

Durante le prime fasi dell’episodio passato alla storia come “Il combattimento di Turbigo”, il primo console, Napoleone Bonaparte, mise piede in Lombardia, dopo aver attraversato il Ticino con l’avanguardia delle sue truppe, proprio in prossimità del Mulino del Pericolo. La conformazione del territorio e soprattutto la presenza del canale di irrigazione che alimentava la secolare ruota del mulino, permise agli uomini della 70e demi-grade, di respingere una serie di reiterati attacchi di cavalleria austriaca, durante i quali, il primo console, corse costantemente il pericolo di essere isolato ed ucciso. Questo episodio storico, avvalora la tesi che l’origine dell’attuale nome, “Mulino del pericolo”, derivi effettivamente dal serio pericolo corso da Napoleone Bonaparte quel giorno. L'episodio viene raccontato in questi termini, nel diario del tenente cisalpino Antonio Giacomo Corso conservato presso la Biblioteca di Francia ("Manuscrit Italien 1574, fol. 71, Notice n. FRBNF30274244): "Rinvigorita però la truppa francese dalla presenza del primo console, il quale fattosi innanti con la sciabola nuda, richiamava tutta l'intrepidezza ne' suoi soldati; un colpo di cannone tedesco poco mancò che non gli togliesse la preziosa vita di quel grand'uomo troppo esposto ai perigli."

### Il 3 giugno 1859
Durante le prime fasi dell’episodio passato alla storia come “La Battaglia di Turbigo”, in piena notte, le truppe francesi costruirono il primo di una serie di tre ponti di barche sul Ticino, per far transitare velocemente tre battaglioni di truppe coloniali “Turcos”, proprio di fronte al “Mulino del Pericolo”. Ancora oggi sono visibili i pali infissi nel greto del fiume, usati dai genieri francesi come base per il fissaggio dei tre ponti sopracitati. Il “Mulino del pericolo” fu utilizzato come bivacco dalle numerose truppe alleate franco-sarde, che in quei concitati giorni attraversarono il Ticino, per consolidare, con “la battaglia di Turbigo” prima e la “battaglia di Magenta” poi, la nascita dell’Italia come nazione.

## Il restauro

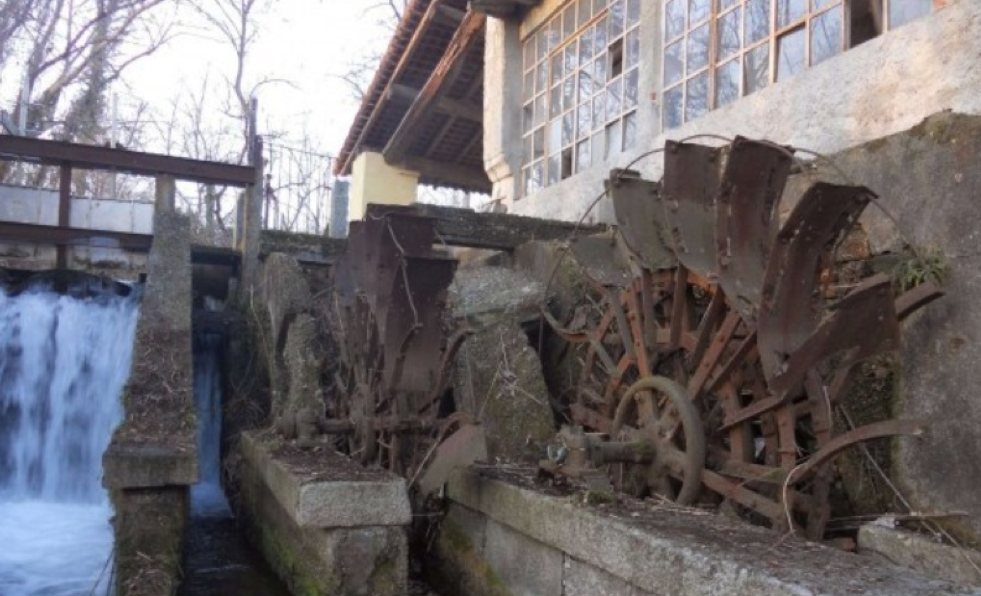
Ruota del Mulino, prima del Restauro

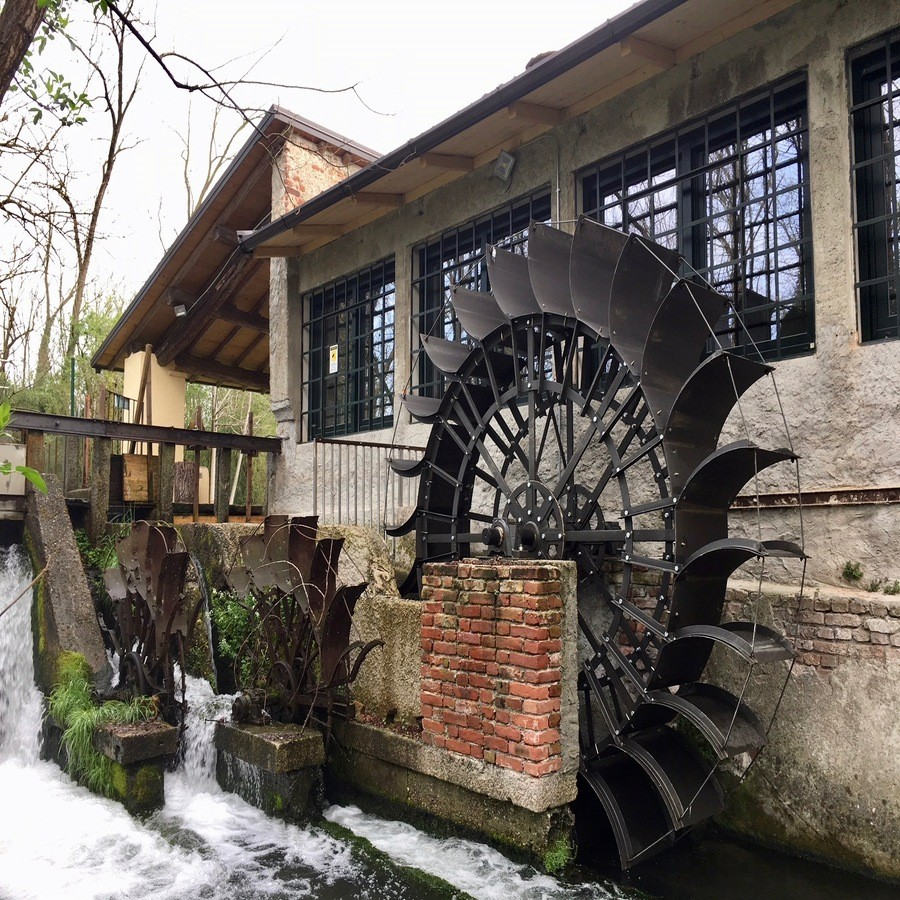
Ruota del Mulino del Pericolo, dopo il restauro

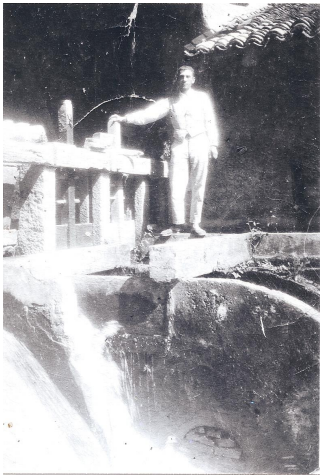
Giovanni Paglino, l'ultimo mugnaio del Mulino del Pericolo 1931

Il mulino, negli ultimi anni, è stato radicalmente sottoposto a interventi molto importanti di ristrutturazione e di restauro conservativo, poiché si presentava in pessime condizioni di conservazione, anche strutturali. Uno dei lavori effettuati, ha permesso di rimettere in funzione una delle ruote e di realizzare un impianto idroelettrico. Dai segni dello sfregamento della vecchia ruota mancante sui muri esterni, sono state ricavate le dimensioni originarie della ruota che è stata ricostruita. Il progetto della ruota e stato commissionato ad un'azienda di carpenteria metallica di Magenta. La ruota è stata realizzata in metallo sulla base dei disegni delle ruote rimaste e dallo studio di altre ruote di mulini esistenti nella zona. Il peso totale della ruota è di circa una tonnellata e mezzo. È giunta smontata sul posto e qui assemblata secondo un preciso schema di montaggio, studiato nei minimi particolari. L’albero della ruota è stato collegato a un alternatore a magneti permanenti da 4 kVA. L’accoppiamento è stato realizzato mediante apposite cinghie e pulegge dentate moltiplicatrici per aumentare la velocità di rotazione di circa nove volte. L’alternatore, in funzione del numero di giri effettivi dell’albero e del numero di coppie polari dell’avvolgimento, genera una corrente alternata di frequenza molto variabile. Variabile in funzione della portata dell’acqua. Per la sincronizzazione e per poter connettere l’impianto alla rete elettrica nazionale, sono stati installati un raddrizzatore (ponte di diodi) che trasforma la corrente alternata in corrente continua e un inverter (di tipo eolico) che ritrasforma nuovamente la corrente continua in corrente alternata, di frequenza idonea a realizzare il parallelo con la rete. Il quadro comando con il contagiri posto sull’albero dell’alternatore, i comandi di avviamento e alcune sicurezze elettromeccaniche completano la parte elettrica dell’impianto. La portata dell’acqua della roggia, è molto variabile, in funzione delle stagioni e dell’utilizzo che i “rivali” ne fanno. Il termine “rivale” deriva proprio dal fatto che i vari utilizzatori dell’acqua della roggia, che abitavano sulle rive della stessa, se ne contendevano l’utilizzo per usi agricoli, per la macinatura del grano, ecc. di fatto penalizzandosi a vicenda. Il termine ha poi acquisito negli anni il significato che tutti noi conosciamo. In sostanza, la portata massima dell’acqua è pari a circa 600 litri al secondo e il salto di circa 1.3m. 
La potenza idraulica massima è pari quindi a circa 7,5 kW. Considerando tutte le perdite idrauliche delle pale, le perdite meccaniche sui vari componenti della trasmissione e le perdite elettriche nelle varie conversioni, la potenza elettrica massima che si riesce a ottenere al contatore è pari a circa 2 kW. Il rendimento è obiettivamente basso perché la ruota riprende il disegno di quelle antiche. Ruote progettate con gli attuali criteri che massimizzano la produzione, arrivano a rendimenti molto maggiori, raggiungendo anche il 70% della potenza idraulica. 